# Volvo XC90
Volvo XC90 — внедорожник SUV (также позиционируется как кроссовер), производящийся шведской компанией Volvo Cars. Впервые показан на Детройтском автосалоне 2002 года. Основан на платформе P2, на которой также основан Volvo S80 и другие большие автомобили Volvo.
Автомобиль был запущен в производство в 2002 году в двух модификациях 2,5T и T6. 2,5T был основан на 2,5-литровом 20-клапанном турбированном рядном 5-цилиндровом двигателе, выдававшем 209 л. с. (154 кВт; 320 Н·м), который снабжался 5-ступенчатой автоматической коробкой передач. T6 базировался на 2,9-литровом 24-клапанном турбированном рядном 6-цилиндровом двигателе, выдававшем 272 л. с. (200 кВт; 380 Н·м) с 4-ступенчатой автоматической коробкой (модифицированная Volvo GM 4T60-E — 4T65EV/GT).
Объём багажника — от 483 до 1837 литров.
ХС90 второго поколения, который был представлен в 2014 году, предлагается с 4-цилиндровыми турбированными бензиновыми и дизельными двигателями Drive-E объёмом 2 литра. Также на некоторых рынках доступен двигатель T8 Twin Engine, силовая установка которого включает бензиновый двигатель и электромотор.

## Первое поколение
Прототип первого поколения под названием Adventure Concept Car был представлен в 2001 году на Международном североамериканском автосалоне. Первое поколение было представлено в 2002 году, и продавалось до лета 2014 года. В России автомобиль официально начали продавать в 2005 году. Производство в Северной Америке началось в 2003 году.

### Двигатели
В Северной Америке XC90 комплектовался двигателями 2.5 T и 2.9 T6. В 2005 году к линейке был добавлен двигатель 4.4 V8. Также комплектовался рядным шестицилиндровым двигателем объемом 3,2.

### Рестайлинг 2006 года
В 2006 году автомобиль прошёл рестайлинг. Изменениям подверглись фары, задние фонари, передний бампер, задний бампер.

### Обновления 2009, 2010, 2012 годов
В 2009 году XC90 получил немного другой логотип на двери багажника. С 2010 года XC90 имеет окрашенные колёсные арки (раньше это было опцией). В 2012 году XC90 получил новые передние фары и задние фонари, бамперы, окрашенные в цвет кузова, боковые молдинги. Все изменения носят косметический характер.

### XC Classic (2014)
XC90 первого поколения по-прежнему продаётся в Китае как XC Classic с 2014 года. Вместо семи мест у автомобиля только пять. Завод, где выпускают автомобиль, находится в Дацин, Хэйлунцзян.

### Награды
XC90 завоевал награду Североамериканский автомобиль года в 2003 году.

### Безопасность
Автомобиль прошёл тест Euro NCAP в 2003 году. По результатам испытания у этого автомобиля и водитель, и пассажиры практически в полной безопасности, уровень их защищённости достигает 97%. За это судьи начислили ему рекордных 34 балла.
| Euro NCAP                                     | Euro NCAP | Euro NCAP | Euro NCAP |
| --------------------------------------------- | --------- | --------- | --------- |
| Рейтинги                                      | Пассажир  |           | 34        |
| Рейтинги                                      | Пешеход   |           | 10        |
| Протестированная модель: Volvo XC90 D5 (2003) |           |           |           |

Комитет Euro NCAP присудил в 2016 году Volvo XC90 награду за лучшие показатели безопасности в классе "Большой паркетник".

### Галерея
|  |  |
|  |  |
|  |  |
|  |  |

### Продажи
| Рынок          | 2002 | 2003  | 2004  | 2005  | 2006  | 2007  | 2008  | 2009  | 2010  | 2011  | 2012  | 2013 |
| -------------- | ---- | ----- | ----- | ----- | ----- | ----- | ----- | ----- | ----- | ----- | ----- | ---- |
| Швеция         | 1019 | 2782  | 2445  | 2137  | 1883  | 2224  | 905   | 481   | 785   | 919   | 716   | 828  |
| Финляндия      |      |       |       |       |       |       |       |       | 56    | 64    | 53    |      |
| Германия       |      |       | 5167  | 6706  | 8270  | 5669  | 4050  | 1721  | 1881  | 2260  | 1850  | 1741 |
| США            | 4379 | 35791 | 39230 | 36025 | 33241 | 31358 | 18981 | 10757 | 10119 | 10609 | 9513  |      |
| Канада         | 67   | 2283  | 2459  | 2767  | 2589  | 1923  | 1502  | 1456  | 1194  | 756   | 454   |      |
| Россия         | 4    | 332   | 506   | 1362  | 2976  | 6159  | 7219  | 2493  | 3592  | 5173  | 4466  |      |
| Великобритания |      |       | 7274  | 6682  | 5281  |       |       | 4130  | 7242  |       |       |      |
| Франция        | 0    | 821   | 2168  | 2785  | 0     | 2190  | 1258  | 759   | 849   | 1061  |       |      |
| Испания        |      |       | 2519  |       |       |       |       |       | 569   | 77    |       |      |
| Нидерланды     | 0    | 999   | 1792  | 1478  | 1296  | 1064  | 717   | 315   | 438   | 632   | 441   |      |
| Италия         |      |       | 2967  |       |       |       |       | 894   | 860   |       |       |      |
| Всего          | 5040 | 62177 | 84032 |       |       | 79140 | 52872 | 32754 | 37597 | 39631 | 31290 |      |

#### Производство
| Год производства | 2001-02 | 2002-03 | 2003-04 | 2004-05 | 2005-06 | 2006-07 | 2007-08 | 2008-09 | 2009-10 | 2010  |
| ---------------- | ------- | ------- | ------- | ------- | ------- | ------- | ------- | ------- | ------- | ----- |
| Выпущено         | 487     | 21886   | 106891  | 88879   | 90860   | 81923   | 77389   | 52872   | 28038   | 36711 |

Всего с начала выпуска и до 11 июля 2014 года было выпущено 636143 XC90.

## Второе поколение
Первоначально планировалось, что новое поколение выйдет в 2009—2010 годах, но из-за того, что Volvo Cars продали китайской Geely, разработку пришлось отложить.
Второе поколение было представлено 26 августа 2014 года. Серийное производство стартовало в начале февраля 2015 года на заводе в Гётеборге (последний XC90 первого поколения был собран на заводе летом 2014 года). Первые машины клиенты получили в конце весны 2015 года. Была выпущена специальная серия First Edition в количестве 1927 автомобилей в честь года основания Volvo. Серия была продана через интернет в течение 47 часов в начале сентября 2014 года. В специальной серии каждый автомобиль имел свой номер (от 1 до 1927), который могли выбрать клиенты при заказе.
По итогам 2015 года во всём мире был продан 40 621 новый XC90. Автомобиль получил премию «Североамериканский внедорожник» 2016 года (вручается жюри из независимых журналистов), повторив успех первого поколения в 2003 года. Также новый XC90 получил премию Euro NCAP как лучший автомобиль в своём классе.

### Безопасность
| Euro NCAP                                                     | Euro NCAP | Euro NCAP | Euro NCAP             |
| ------------------------------------------------------------- | --------- | --------- | --------------------- |
| · общий рейтинг                                               |           |           |                       |
| 97%                                                           | 87%       | 72%       | 100%                  |
| взрослый пассажир                                             | ребёнок   | пешеход   | активная безопасность |
| Протестированная модель: Volvo XC90 D5 'Momentum', LHD (2015) |           |           |                       |

### Модификации
Lynk & Co 09 — компактный кроссовер на базе второго поколения Volvo XC90